# Sagarmatha (album)
Sagarmatha è il settimo album in studio del gruppo musicale statunitense The Appleseed Cast, pubblicato nel 2009.

## Il disco
Sagarmatha, titolo che si riferisce agli omonimi monti del Nepal, è uno dei dischi in cui gli Appleseed Cast sperimentano di più con l'elettronica, che spesso sostituisce anche la batteria. Sono presenti comunque chitarre e anche tastiere, come nell'ultima An Army of Fireflies. Nel brano Like a Locust (Shake Hands with the Dead) si sentono solo strumenti elettronici. Può essere definito il disco post-rock per eccellenza della band.

## Tracce
1. As the Little Things Go
2. A Bright Light
3. The Road West (Instrumental)
4. The Summer Before
5. One Reminder, An Empty Room (Instrumental)
6. Raise the Sails
7. Like a Locust (Instrumental)
8. South Col
9. An Army of Fireflies (Instrumental)